# Spada nel periodo delle migrazioni

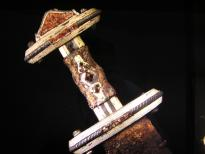
Elsa di una spada dell'era di Vendel rinvenuta a Valsgärde

Le spade del periodo delle migrazioni furono in uno stato di transizione che, partendo da varie antiche spade germaniche simili alla spatha romana, portò alla creazione della spada vichinga.

## Descrizione

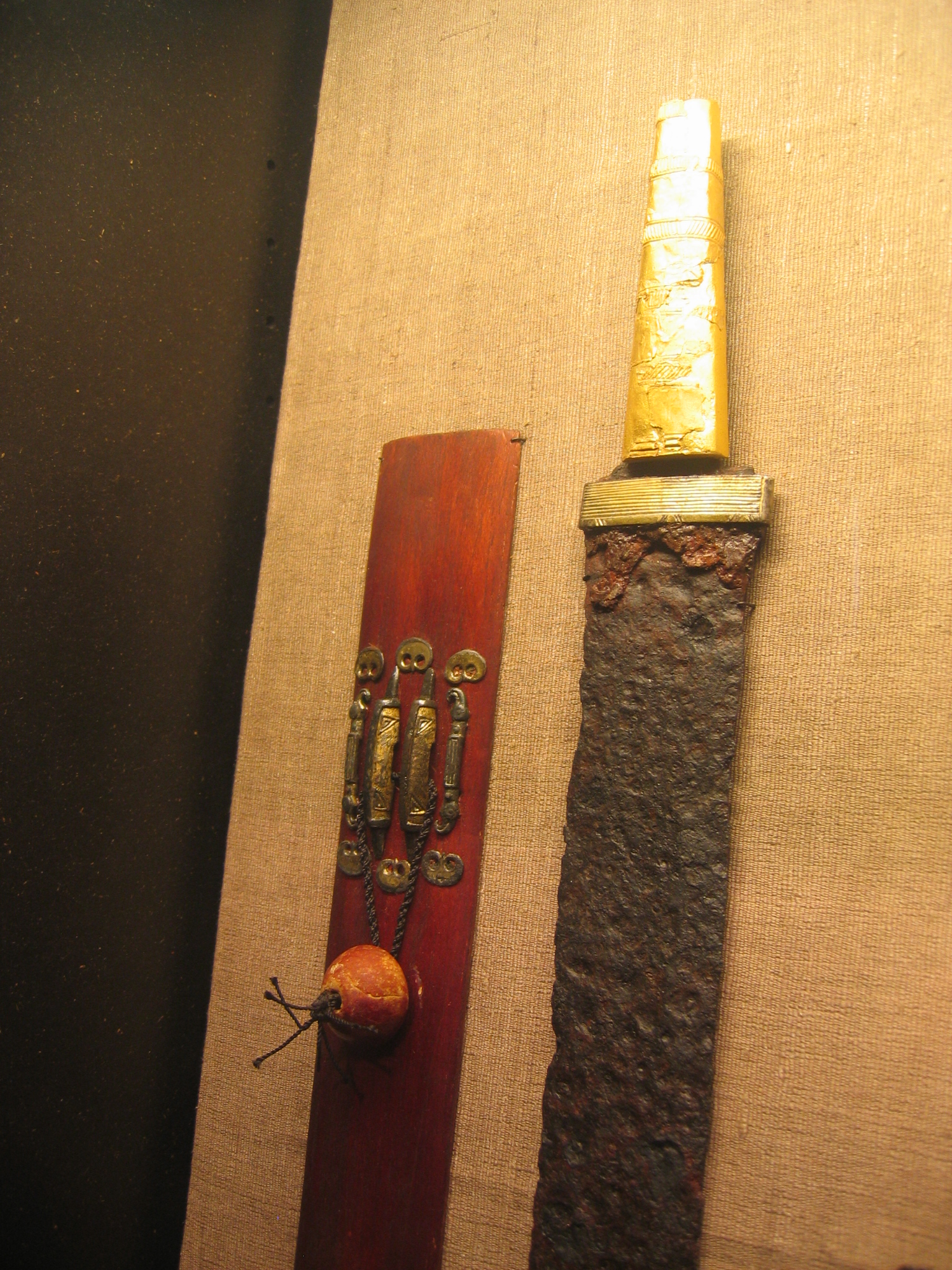
Spada alemannica del V secolo ritrovata a Villingendorf

La spada è normalmente liscia o mostra leggere incisioni, e spesso presenta numerose bande con motivi geometrici nella parte centrale. Le else erano spesso costruite con materiali deperibili, e ne sono sopravvissuti pochi esemplari.
I pochi resti ritrovati appartengono alle spade dell'età del ferro germanica (era di Vendel), ed hanno lame lunghe da 710 a 810 mm, e larghe da 45 a 60 mm. Queste spade da combattimento venivano maneggiate con una sola mano, e sfoggiano rebbi lunghi da 100 a 130 mm, e lame che terminano con punte arrotondate.